# Narodowa Organizacja Wojskowa
Narodowa Organizacja Wojskowa (NOW) – konspiracyjna organizacja wojskowa Stronnictwa Narodowego okresu II wojny światowej.

## Zarys historyczny
13 października 1939 w Warszawie podczas konspiracyjnego posiedzenia członków Komitetu Głównego i Zarządu Głównego Stronnictwa Narodowego powołano do życia organizację wojskową podporządkowaną Stronnictwu Narodowemu. Początkowo funkcjonowała ona pod nazwą Armia Narodowa, później Organizacja Wojskowa Stronnictwa Narodowego i Narodowe Oddziały Wojskowe, a od 1 lipca 1941 jako Narodowa Organizacja Wojskowa. Powodem utworzenia odrębnej organizacji przez Stronnictwo Narodowe było przeciwstawienie się wpływom politycznym czynników oficjalnych w kraju, czyli Związkowi Walki Zbrojnej-Armii Krajowej. Odrzucając podporządkowanie Służbie Zwycięstwu Polski i później Związkowi Walki Zbrojnej-Armii Krajowej, Narodowa Organizacja Wojskowa uznawała zarazem zwierzchnictwo władz Rzeczypospolitej Polskiej i Naczelnego Wodza na uchodźstwie.
Nadzór nad Narodową Organizacją Wojskową sprawował Wydział Wojskowy Zarządu Głównego Stronnictwa Narodowego, podlegały mu sprawy polityczne, personalne i finansowe. Natomiast w pozostałych kwestiach, jak struktura organizacyjna, wywiad, szkolenie itp. posiadała wobec SN pełną autonomię.
Na pierwszego komendanta organizacji został zaocznie wyznaczony gen. dyw. Marian Żegota-Januszajtis, ale wskutek jego nieobecności (przebywał we Lwowie, gdzie 27 października 1939 roku został aresztowany przez funkcjonariuszy Ludowego Komisariatu Spraw Wewnętrznych), funkcję tę powierzono wkrótce por. rez. Aleksandrowi Demidowicz-Demideckiemu ps. „Aleksander” – członkowi Komitetu Głównego Stronnictwa Narodowego. W grudniu 1939 opuścił on jednak kraj. W związku z tym na pełniącego obowiązki komendanta organizacji wyznaczono z kolei ppor. rez. Bolesława Kozubowskiego ps. „Gruby”, „Trojanowski”.
W latach 1940–1941 miały miejsce na terenie Pomorza, Krakowskiego, Zagłębia Dąbrowskiego i Warszawskiego masowe aresztowania działaczy Stronnictwa Narodowego. W tym czasie Niemcy rozbili także działającą głównie na terenie Wielkopolski Narodową Organizację Bojową. W połowie 1941 Stronnictwo Narodowe przystąpiło do odbudowy swoich struktur. Nowy prezes Zarządu Głównego Stronnictwa Narodowego Stefan Sacha we wrześniu 1941 powołał na stanowisko Komendanta Głównego Narodowej Organizacji Wojskowej ppłk. Józefa Rokickiego ps. „Karol”. Wiosną 1942 roku okręg warszawski i większość radomskiego przeszły do Armii Krajowej, zaś część kadry oficerskiej Narodowej Organizacji Wojskowej wzmogła naciski na połączenie z Armią Krajową.
Na początku maja 1942 prezes Stronnictwa Narodowego zgłosił Komendantowi Głównemu Armii Krajowej gen. dyw. Stefanowi Roweckiemu ps. „Grot” propozycję przeprowadzenia scalenia Narodowej Organizacji Wojskowej z Armią Krajową. Rezultatem kilkumiesięcznych rozmów było podpisanie 23 sierpnia 1942 roku umowy scaleniowej oraz wyznaczenie przez gen. dyw. Stefana Roweckiego początku pierwszej fazy scalenia na 4 listopada 1942 roku. W tym dniu został zaprzysiężony ppłk Józef. Rokicki. 19 listopada tego samego roku zaprzysiężona została część komendantów okręgowych Narodowej Organizacji Wojskowej. Sztab Narodowej Organizacji Wojskowej o tej decyzji został poinformowany 4 marca, wzbudziło to jednak sprzeciw części jego członków. Organizatorem sprzeciwu wobec scalenia z Armią Krajową w szeregach Stronnictwa Narodowego i Narodowej Organizacji Wojskowej był August Michałowski. W rezultacie doszło do rozłamu, który poparła część sztabu(zwłaszcza oddziały I i III) i następujące Okręgi: radomski, kielecki, częstochowski, lubelski, podlaski i łódzki. Na czele rozłamu w Narodowej Organizacji Wojskowej stanął zastępca Komendanta Głównego pułkownik Ignacy Oziewicz. W połowie września 1942 roku z połączenia rozłamowców z Narodowej Organizacji Wojskowej i Związku Jaszczurczego powstały Narodowe Siły Zbrojne. Natomiast pozostała część Narodowej Organizacji Wojskowej podporządkowała się Armii Krajowej, co odbyło się w dwóch fazach: w listopadzie 1942 roku i drugiej od sierpnia 1943 roku.
W 1942 Narodowa Organizacja Wojskowa miała ok. 80 000 członków. Najsilniejsze wpływy posiadała na Mazowszu, Lubelszczyźnie, w Wielkopolsce i Małopolsce. Narodowa Organizacja Wojskowa miała także oddziały partyzanckie, wśród których można wymienić dowodzone przez majora Franciszka Przysiężniaka ps. „Ojciec Jan”, porucznika Józefa Czuchrę ps. „Orski”, „Mnich”, „Bogumił”, „Podhalanin”, ppor. Leona Janię ps. „Łaski”, „Bryza”, czy kapitana Józefa Zadzierskiego ps. „Wołyniak”. Przede wszystkim Narodowa Organizacja Wojskowa prowadziła jednak działalność wywiadowczą oraz rozpoznanie konfidentów i szczególnie niebezpiecznych funkcjonariuszy hitlerowskich, zdobywano broń, amunicję i środki finansowe, tworzono system łączności, głównie patroli terenowych, a także kolportaż podziemnej prasy. Przeprowadzano akcje sabotażowo-dywersyjne i w celach samoobrony. Narodowa Organizacja Wojskowa organizowała również pomoc dla Żydów (współpracując w Warszawie w tym celu z Frontem Odrodzenia Polski i pracownikami Wydziału Opieki Społecznej i Zdrowia Zarządu Miejskiego Warszawy). Po upadku powstania Warszawskiego, w którym walczyło w ramach oddziałów Armii Krajowej ok. 1500 żołnierzy Narodowej Organizacji Wojskowej, organizacja ponownie usamodzielniła się i w listopadzie 1944 roku współtworzyła ze scaloną z Armią Krajową częścią Narodowych Sił Zbrojnych Narodowe Zjednoczenie Wojskowe.

## Antysemityzm NOW
W październiku 1942 w Lasach Kraśnickich oddział NOW Leona Cybulskiego „Znicza” zabił 40 Żydów, byłych żołnierzy WP, którzy zbiegli z obozu w Lublinie. Uciekinierzy skryli się w bunkrach. Żołnierze NOW otoczyli ich i obrzucali granatami. Cybulski motywował zbrodnię antysemityzmem. Po wojnie zeznawał: Na  Żydów  wyroki  nie  były  wydawane  bezpośrednio  na  każdego.  Na  odprawach  organizacji  NOW  było  mówione,  że  obowiązkiem  każdego  członka  jest,  aby  tępić  niemiłosiernie  Żydów,  bo  Żydzi  to  prawdziwi  komuniści i rządzą oni w Rosji, a później będą rządzić w Polsce i dlatego należy ich usuwać.

## Struktura organizacyjna
- Komendant Główny Narodowej Organizacji Wojskowej
- Komenda Główna Narodowej Organizacji Wojskowej:
- Wydział I Organizacyjny – August Michałowski ps. „Roman”, Stefan Klimecki,
- Wydział II Wywiadowczy – ppłk Wacław Makatrewicz ps. „Wacław”,
- Wydział III Operacyjno-Wyszkoleniowy – płk Ignacy Oziewicz ps. „Czesław” (jednocześnie z-ca Komendanta Głównego), mjr Stanisław Żochowski ps. „Bohdan”,

- Wydział IV Zaopatrzenia – Kazimierz Kobylański ps. „Kazimierz”, „Jerzy”,
- Wydział V Łączności – mjr NN ps. „Stanisław”,
- Centralny Wydział Propagandy – Stanisław Piasecki ps. „Staszek” (od początku 1940 do maja 1941), Jan Bajkowski (od maja 1941), ks. Jan Stępień ps. „Dr Jan” (kapelan Narodowej Organizacji Wojskowej),
- Wydział Służby Sanitarnej – ppłk lek. Andrzej Kosiński,
- Narodowa Organizacja Wojskowa Kobiet (od 1942) – Anna Swoboda ps. „Wanda”, od sierpnia 1943 Halina Jabłońska-Ter Oganian ps. „Barbara”.

## Struktura organizacyjna w terenie
Od połowy 1941 Narodowa Organizacja Wojskowa dzieliła się prawdopodobnie na 14 Okręgów:
- Warszawa-miasto,
- Warszawa-ziemska (województwo),
- Radom – mjr Mieczysław Michałowski ps. „Witold”, Witold Olszewski ps. „Lis”,
- Kielce – kpt. Bronisław Jankowski ps. „Bryła”,
- Lublin – ppłk Józef Rokicki, od połowy 1941 ppor. rez./kpt. Adam Mirecki ps. „Adaś”,
- Rzeszów (COP) – Kazimierz Mirecki ps. „Kazimierz”, „Żmuda”, „Tadeusz”,
- Białystok – mjr rez. Jan Kąkolewski ps. „Gracjan”, „Dziadek”, od kwietnia 1943 mjr Marcin Wawrzyniak ps. „Łoś”, od sierpnia 1943 por. Eugeniusz Trzeciak ps. Bronisław”, od 25 października 1943 por. Mieczysław Grygorcewicz ps. „Bohdan”,
- Kraków – (prawdopodobnie) ppor. rez. Franciszek Szwed ps. „Franek” (od wiosny 1940), od 1940/41 mjr/ppłk Władysław Owoc ps. „Gaweł”, „Fructus”, „Paweł”, „Wujek”,
- Częstochowa,
- Lwów – od czerwca 1943 ppor. rez./kpt. Adam Mirecki, a po jego aresztowaniu por. Bernard Grzywacz, ps. "Marek", "Rumak", "Szczerbiec"[2].
- Podlasie,
- Łódź,
- Poznań – ppor. rez. Marian Kwiatkowski ps. „Konrad”, „Babinicz”, „Jaxa”, „Zawisza”,
- Pomorze–Kujawy.

Okręgi dzieliły się na podokręgi, powiaty, obwody i placówki.

## Wydawane pisma
- „Walka” – główny organ prasowy SN, nakład dochodził do 20 tys. egzemplarzy,
- „Wielka Polska”,
- „Rzeczpospolita Polska”,
- „Młoda Polska”,
- „Polak” – miesięcznik rozpowszechniany na wsi,
- „Żołnierz Wielkiej Polski” – wojskowy dodatek do Walki, ukazywał się od pocz. grudnia 1943,
- „Sprawa Narodu”,
- „Myśl Narodowa”.

## Członkowie

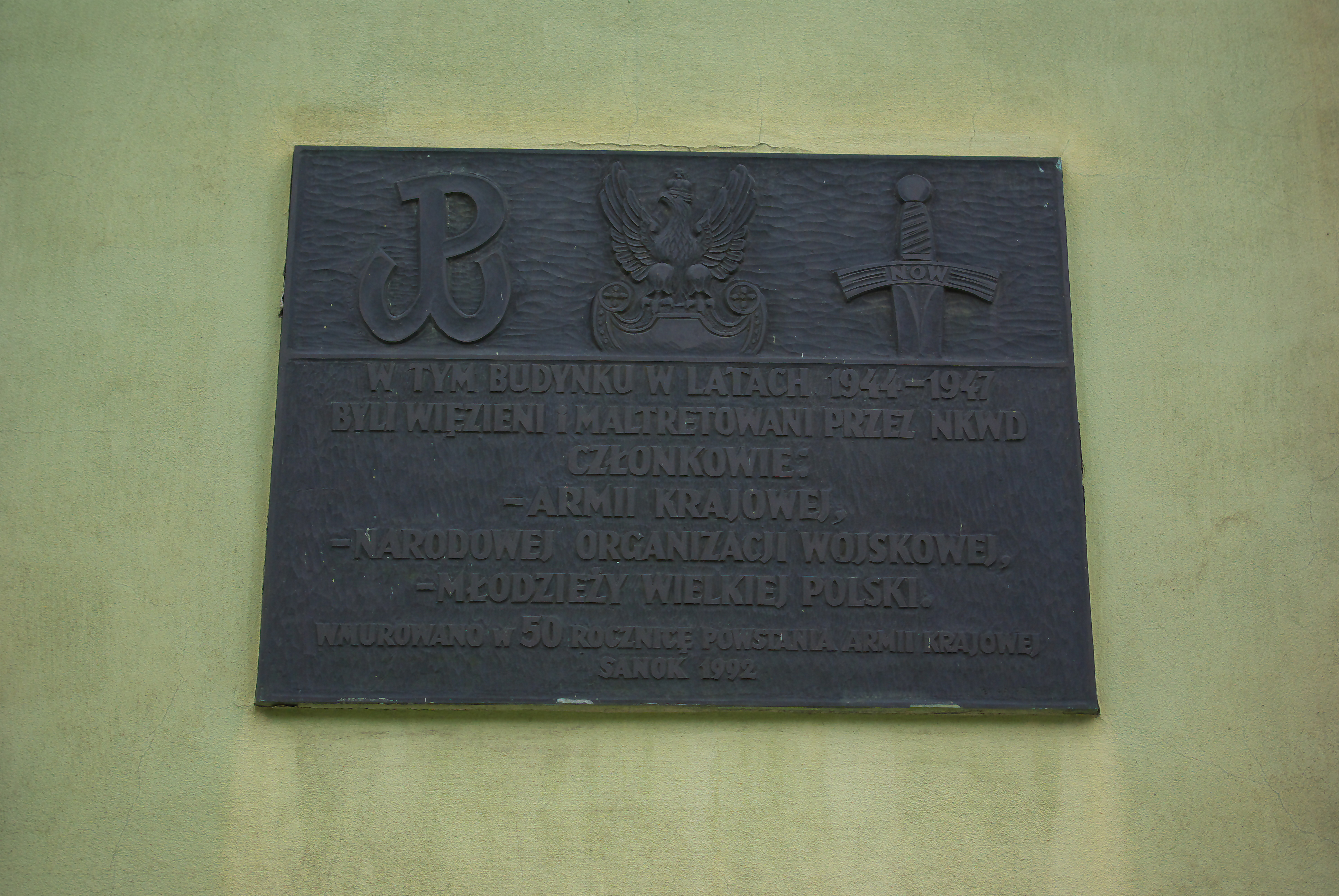
Tablica upamiętniająca członków Armii Krajowej, Narodowej Organizacji Wojskowej i Młodzieży Wielkiej Polski na budynku byłego więzienia Ludowego Komisariatu Spraw Wewnętrznych w Sanoku